# Економска антропологија
Економска антропологија је област антропологије која настоји да објасни однос људског понашања и економије у најширем историјском, географском и културном контексту. Проучавање савремених друштвених и економских процеса је немогуће без поимања културе. Новија истраживања користе термин културне економије – економије која је конституисана значењима и која се заснива на систему вредности друштвених група или заједнице. Економија обухвата однос између људских бића и материјалног света добара, робе и новца. У основи, класична економија проучава процесе производње, расподеле, редистрибуције и потрошње добара и услуга. Економска антропологија се од осамдесетих година 20. века све интензивије бави проучавањем алтернативних облика економије у технолошко неразвијеним друштвима али и у модерним, индустријским и постиндустријским друштвима, истраживањем и ре-еволуацијом комунистичких и социјалистичких модела планске и државно управљане економије, као и критичким сагледавањем доминантних економских модела на Западу.

## Четири фазе развоја економске антропологије

### 1840-1940.
Овај период је означио преиспитивање економског понашања ваневропских заједница и расправу око тога да ли се њихово економско понашање заснива на идентичним принципима рационалности и ефикасности као и у случају западних друштава. У овом периоду се економска антропологија конституисала као област проучавања. Томе су допринели пољски антрополог Бронислав Малиновски и француски антрополог Марсел Мос који се сматрају зачетницима економске антропологија. Већина студија економске антропологије се фокусира на размену. Насупрот томе, марксистичка школа, позната као политичка економија, се фокусира на производњу. Иако је игнорисан у  економској научној заједници, Бронислав Малиновски је оспоравао универзалност фигуре Хомо економикуса (енг. Homo Economicus) на коме је почивала класична економска теорија.

### 1940-1970.
Након Другог светског рата, економска антропологија је била под великим утицајем економског историчара Карла Полањија. Полањи се ослања на антрополошке студије и полази од тезе да је истинска тржишна размена ограничена на западна и развијена индустријска друштва. Он тврди да је примена формалне економске теорије на неиндустријска друштва погрешна. У неиндустријским друштвима, размена је уграђена у друштвене институције као што су сродство, религија и политика. Полањи овај приступ назива супстантивизам.  У време Хладног рата, економски антрополози су се спорили око начина на који се могу разумети заједнице малог обима, којима су прикључена и сељачка друштва. Ово је познато као дебата између „формалиста“ и „супстантивиста“.
Формалистичко-супстантивистичка дебата је била веома утицајна и обележила је једну еру економије. Основно питање ове дебате је било на који начин је најбоље проучити и разумети функционисање незападних и некапиталистичких економија. Формалисти су сматрали да се то може учинити средствима и концептима економије док су супстантивисти заговарали изучавање економије у локалном контексту, уз уважавање специфичних културних садржаја. Инсистирали су на повезаности економских институција са осталим друштвеним институција попут сродства, религије и политике.

### 1970-2000.
Како је глобализација узела маха, и подела између тржишне и не-тржишне економије између Запада и остатка света  постала неодржива, антрополози су почели да разматрају однос између различитих типова размене унутар друштва оријентисаних ка тржишној економији. У овом периоду се јављају неомарксистички и феминистички приступи који истичу важност локалних културних значења и искуства за функционисање економије. Период од седамдестих година 20. века су обележили економски антрополози као што су Џулијан Стјуарт, Марвин Харис, Ерик Волф, Маршал Салинс, Морис Годелије, Мерилин Стратерн, Одри Ричардс итд.

### Од 2000. године
Од почетка 21. века, антрополошка проучавања економских појава и процеса постају глобална и глобална економија почиње да се проучава у целини, као економски и културни систем. Економски антрополози стога проучавају економске активности великих корпорација и банак0а. У центру пажње антрополошких истраживања је глобални финансијски систем, као и кризе које проистичу из њега..

## Критика теорије рационалног избора
Критика теорије рационалног избора и фигуре рационалног потрошача представљају значајан допринос антропологије у бољем разумевању економских феномена. Хомо економикус је опште прихваћени израз за рационалну индивидуу која се руководи принципима максимизације добити. Многи антрополози су у својим истраживањима указивали на који начин концепт Хомо економикуса функционише у анализи економског понашања у посебним контекстима различитих култура које нису тражишно оријентисане.

## Реципроцитет и дар
Бронислав Малиновски у својој књизи Аргонаути западног Пацифика (1922) говори о истраживању које је спровео на Тробријандским острвима. Он је пажљиво пратио мрежу размене наруквица и огрлица на Тробријандским острвима које представљају део система размене (прстен Кула).  Малиновски сматра да је систем размене повезан са политичким ауторитетом. Добра су циркулисала да би се успостављали односи изван племена и да би се репродуковали социјални односи и културне вредности унутар њих.  Он је кроз анализу система кула размене показао да су урођеници способни да установљавају и спроводе комплексне системе организације рада и трговине који нису почивали на концепту западног тржишта, нити је у њима постојао новац у западном смислу те речи као универзално средство размене, нити је циљ тих размена био остваривање материјалне добити.  Другим речима, економске трансакције су биле средство за производњу друштва а не обрнуто.
Двадесет година касније, студија Малиновског је постала предмет расправе француског антрополога Марсела Моса, аутора књиге Дар: форме и функције размене у архаичним друштвима (1925).  Малиновски и Мос се нису слагали у погледу статуса драгоцености које су учествовале у кула размени. Малиновски је сматрао да се оне не могу схватити као новац јер не представљају универзално средство размене нити стандардну вредност. Мос је сматрао да је ово мишљење сувише уско јер оно има у виду само једну дефиницију новца, која се примењује у западним економијама. Другим речима, Мос је сматрао да је овакво схватање новца сувише формалистичко. Мос је тврдио да су драгоцености налик новцу јер садрже „моћ да буду размењене“. Постојале су у облику токена и размењивали су се за драгоцености. Дар је захтевао уздарје и на тај начин се успостављао однос реципроцитета а не тржишни однос понуде и тражње.
Мос тврди да се дар даје због уздарја. Мосов концепт „тоталног престижа“ (или „престиција”) је даље развијан у другој половини 20. века. Анета Вајнер, америчка антрополошкиња, која је поновила истраживање на Тробријандским острвима је приметила да је тробријандско друштво засновано на матрилинеарном систему сродства и да жене имају велику економску и политичку моћ. Друго, Вајнерова је развила Мосов аргумент о реципроцитету и даровима. Она разликује „покретна добра“ која се могу размењивати и „непокретна добра“. У случају тробријандског друштва, мушки поклони у систему размене Кула су покретни дарови за разлику од оних који су у земљишној својини жена као што су крунски драгуљи. Међутим, немају сва друштва таква непокретна добра, која зависе од постојања одређених сродничких група. Која је онда разлика између дара и робе?

### Дарови и роба
Неспоразум око тога шта Мос сматра даром, усмеравао је антропологе да разликују „економију дара“ од „тржишних економија“. Разлика између ових економија даље имплицира да је не-тржишна размена увек била алтруистичка. Маршал Салинс, амерички културни антрополог, у својој књизи „Економија каменог доба“ (1972) је идентификовао три врсте реципроцитета:
- Дар или општи реципроцитет је размена добара између појединаца који не узимају  у обзир њихову тачну вредност иако очекују да ће се њихова вредност уравнотежити у даљој размени.
- Балансирани или симетрични реципроцитет настаје када дар захтева уздарје на договореном месту, у договорено време са приближно истом вредношћу добра.
- Тржишна или негативна реципрочност је размена добара и услуга, при чему свака страна намерава да профитира од размене, често на рачун друге.[7]

Дар је често виђен као симбол традиционалног, немонетаризованог, некомодитизованог, а роба као симбол модерног, монетаризованог и широко комодитизованог друштва. Као што постоје опозиције ми:они, материјално:духовнот итд., тако постоји и опозиција друштва заснованих на даривању и друштва заснованих на робној размени. У антропологији је дуго владало мишљење да су предмети који се размењују приликом даривања или трговине суштински различити. То је подржано схватањем да је трговина у немонетаризованим прединдустријским економијама схватана као антисоцијална. Трговина се у традиционалним друштвима увек повезивала са разменом странаца, док је унутар заједнице превлађивао дух и пракса даривања и неинтересне размене. Дарови су везани за производњу личних и социјалних идентитета. Циркулација дарова се посматра као саставни део изграђивања и репродукције социјалних односа, док се роба и циркулација робних предмета посматра као дисконтинуитет ових процеса. Овај вид трансакције (размењивање за ствари или новац) се сматра имперсоналним и независним од културних, економских и моралних ограничења.
Економија дара се јавља у друштвима мањег обима и која су географски близу. Што је група за размену удаљенија, размена често постаје нереципрочна или негативна. Крис Грегори је ову тезу изразио у својој књизи „Дарови и роба“ (1982). Грегори је тврдио да је робна размена заправо размена отуђивих предмета између људи који су у стању реципрочне независности који успостављају квантитативни однос између размењених добара. Размена дара је размена неотуђивих предмета између људи који су у стању реципрочне зависности и која успоставља квалитативни однос између размењивача добара.
| Робна размена               | Размена дарова             |
| Непосредна размена          | Одложена размена           |
| Размена отуђиве робе        | Размена неотуђиве робе     |
| Независни актери            | Зависни актери             |
| Квантитативни однос размене | Квалитативни однос размене |
| Размена између објеката     | Размена између људи        |

### Сфере размене
Повезаност нових система тржишне размене са не-тржишном разменом ових друштава је остало збуњујуће питање за многе антропологе. Пол Боханан је тврдио да народ Тив из Нигерије има три сфере размене и да се у свакој сфери може размењивати само одређена врста робе. Свака сфера је имала сопствени облик новца. Слично томе, модел „двојне економије“ Клифорда Герца у Индонезији  и модел „моралне економије“ Џејмса Скота  заговарају различите сфере размене које се појављују у друштвима која су интегрисана у тржишну економију. Ови антрополози су поставили хипотезу о континуираном културном развоју„традиционалне“ сфере размене која не почива на тржишном принципу понуде и тражње.  Ову идеју су преузели Џонатан Пери и Маурис Блох који су у свом делу „Новац и моралност размене“ (1989) тврдили да се„поредак размене“ кроз који се репродукује друшто мора очувати и одвојити од краткорочних тржишних односа.

### Друштвени живот ствари и сингуларизација
Роба је ствар која има употребну вредност и која може бити размењена за неки други предмет еквивалентне вредности. Савршена роба би била она која би могла бити размењена за било шта, а савршен комодитизован свет би био онај у коме је све на продају и у коме је све размењиво. Роба се разликује од дара јер је у основи њихове производње и дистрибуције различита економска логика. Уместо да наглашавају којој сфери размене припадају одређена добра (робе или дарови), да ли припадају тржишној размени или размени дарова, Арџун Ападурај и други антрополози су почели да истражују на који начин су одређена добра протицали кроз различите сфере размене. Они су скренули пажњу на ток размене одређених добара и на који начин тече „друштвени живот ствари“. Они испитују стратегије како неки предмет може бити „сингуларизован“, односно јединствен и тако изузет из тржишне понуде или тражње.
Процес претварања предмета у робне предмете услед његовог уласка у сферу робне размене је процес комодитизације. Предмет може да постане роба у тренутку када излази на тржиште и када је на том тржишту размењен за други предмет или за еквивалентну вредност у новцу. Процес сингуларизације је процес када долази до извлачења из тржишне ситуације и када се остварује веза између предмета и људи. Најчешће су то сакрални предмети или породичне драгоцености око којих се граде идентитети појединца.  И сингуларизација и комодизизација су културни процеси у смислу да свако друштво класификује предмете по степену размењивости и одређује предмете који су елементарно размењиви од оних који нису уопште размењиви. Сингуларизовани предмети су они предмети које људи сматрају посебним добром и који имају статус драгоцености или могу имати животну причу. У комплексним друштвима, постоји тежња ка сингуалиразији  што доводи до нових врста сингуларизације. На пример, стари аутомобили са безвредном сингуларизацијом, после одређеног времена постају олдтајмери и прелазе у фазу скупе сингуларизације.
Као што предмети могу бити сингуларизовани и изузети из тржишне логике, људи такође могу бити подвргнути систему тржишне размене (људи као модели, понуда, тражња и куповина фудбалера одређеном клубу). С друге стране, цеременија венчања која бурму као куповну робу претвара у незамењиву породичну баштину је пример сингуалирзованог предмета.
Док је у „примитивним” друштвима комодитизација отежана ниском технологијом размене и монетарног система,  у модерном свету нема тих сметњи.  Арџун Ападурај указује на то да све економије почивају на континуираном протоку материјалних предмета који улазе и излазе из специфичних сфера размена.

## Културна конструкција економског система: супстантивистички приступ

### Формалистичка и супстантивистичка дебата
Најпре је била заступељена расправа коју је предложио Карл Полањи у делу „Велика трансформација“ (1944) између субјективистичких и формалистичких економских модела. Он је тврдио да израз „економија“ има два значења. Формално значење се односи на економију као логику рационалног деловања и доношења одлука, као рационалног избора између алтернативне употребе ограничених (оскудних) ствари. Суштинско значење, међутим, не претпоставља рационално одлучивање нити услове оскудице. Односи се на проучавање начина на који људи зарађују за живот у свом природном и друштвеном окружењу. Стратегија за репродуковање друштва се схвата као прилагођавање њиховом окружењу и материјалним условима, као процес који може или не мора укључивати максимизацију добити. Суштинско значење економије се види у ширем смислу „економизације“ или „обезбеђивања“. Економија је једноставно начин  на који чланови друштва задовољавају своје материјалне потребе.
Антрополози су усвојили супстантивистички модел као емпиријски оријентисану позицију јер није наметала западне културне претпоставке на друштва у којима они нису оправдани. Формалистичка и супстантивистичка дебата није била расправа између антрополога и економиста. Ова дебата на више начина одражава уобичајене расправе између „етичких“ и „емичких“ објашњења које је дефинисао Марвин Хариса у културној антропологији. Главни заговорници супстантивистичког модела су били Џорџ Далтон и Пол Боханан. Формалисти као што су Рејмонд Фирт и Харлод Шнајдер су тврдили да би неокласични модел економије могао да се примени на свако друштво ако се направе одговарајуће измене, тврдећи да су економски принципи универзални. За неке антропологе, позиција супстантивиста не иде довољно далеко. Стивен Гудман, на пример, тврди да су процеси  стварања средстава за живот културно констурисани. Дакле, модели егзистенције и сродни економски концепти као што су размена, новац или профит могу се анализирати путем начина на који их локално становништво разуме. Уместо да се осмисле универзални модели западне економске терминологије који се примењују на сва друштва, научници морају да схвате „локалне моделе економије“ који се морају разумети у складу са локалним културним контекстом.

### Стивен Гудман и културалистички приступ
Гудманов опис сељачке заједнице у Панами указује на то да локално становништво не врши размену како би остварили профит већ се ради о „размени еквиваленте вредности“ са девизном вредношћу добра дефинисаним трошковима потрошених за производњу. Само спољни трговци могу остварити добит у односу са заједницом. Гудман такође критикује супстантивистичку позицију која намеће њихов универзални модел економије у прединустријским друштвима исто као и формалисти. Уместо да себи „додељују привилеговано право на примењивање економије на њихове субјекте“ антрополози морају да разумеју и интерпретирају локалне економске моделе. Такви локални модели  могу се радикално разликовати од западних. На пример, друштво Ибан из југоисточне Азије користи само ручне ножеве за жетву пиринча. Иако би употреба српова могла убрзати процес жетве, они верују да то може довести до тога да дух пиринча побегне. Њихова жеља да спрече тај исход је већа од њихове жеље да убрзају процес бербе. Гудман својим закључцима доприноси постмодерном културном релативизму. Уопштено говорећи, културализам ставља акценат на културни конструктивизам, детаљни приказ локалног разумевања и метафоре економских концепата и већи фокус ставља на социо-културну динамику. Културалисти успостављају културну релативистичку позицију у својим описима и критички размишљају о односима моћи између етнографа и њихових испитаника. Док се супстантивисти углавном фокусирају на институције као на основ своје анализе, културалисти се ослањају на детаљне и свеобухватне анализе појединих локалних заједница. Оба гледишта одбацују формалистичке претпоставке да се свако људско понашање може објаснити у контексту рационалног доношења одлука и максимизације добити.
Културализам се може критиковати из различитих перспектива. Марксисти тврде да културалисти идеалистички гледају на социјалну конструкцију реалности и да су слаби у анализи спољних (тј. материјалних) средстава који утичу на животне изборе појединца. Ако се, како тврди Гудман, локални економски модели не могу држати подаље од универзалног стандарда економије, онда они не могу бити повезани са хегемонијом идеологије коју пропагирају моћни. Ово се додатно компликује чињеницом да се у процесу глобализације већина култура интегрише у глобални и капиталистички систем који је под утицајем западног начина размишљања и деловања. Локални и глобални дискурси се мешају, а разлике између њих почињу да се замагљују. Иако ће људи задржати аспекте својих постојећих светоназора, универзални модели се могу користити за проучавање динамике интеграције остатка света.

### Предузетници на „несавршеном тржишту“
Инспирисани књигом „Трговина и тржиште у раним царствима“ од Карла Полањија, супстантивисти су спровели широк спектар компаративних студија тржишног понашања у традиционалним друштвима у којима је економска логика уграђена у институције сродства, религије и политике. Они су на тај начин остали фокусирани на друштвене и културне процесе који су обликовали тржишта, а не на истраживање економског понашања које је у основи економске анализе. Џорџ Далтон и Пол Боханан су објавили књигу о тржишту у подсахарској Африци. Клифорд Герц је у књизи Трговци и принчеви: Друштвени развој и економске промене у два индонежанска града упоредио предузетничке културе на Јави и Балију у постколонијалном периоду. На Јави, трговина је била у рукама побожних муслимана, док су на Балију већина предузећа била у служби аристократа. Временом, литература се преусмерила на „неформалне економије“ и  тржишне активности на периферији легалних тржишта. Модернизација теорије развоја је довела до тога да економисти у педесетим и шездесетим годинама очекују да ће традиционални облици рада и производње нестати у земљама у развоју. Међутим, антрополози су тврдили да се ти традиционални облици нису само наставили већ су се и проширили на нове и неочекиване начине. Увидевши да ће ови облици производње опстати, научниици су почели да користе термин „неформални сектор“, који се приписује британском антропологу Киту Харту у студији о Гани из 1973. године. Литература се фокусира на „невидљиви рад“ оних који су изван формалног производног процеса, као што је домаћа радиност.

## Новац и финансије

### Посебна и општа сврха новца
Сврха новца је да се олакша трговина, али новац на тржишту није универзално средство економије. Универзални новац има пет функција:
- Новац као медијум размене: новац олакшава трговину
- Јединица рачуна: новац је апстрактна мера вредности
- Складиште вредности: новац омогућава очување богатства током времена
- Стандард одложеног плаћања: новац је мера дуга
- Средство плаћања: новац се може користити у нетржишним ситуацијама за плаћање дугова (нпр. пореза)[22]

Многи антрополози су расправљали о томе да ли се племените драгоцености могу сматрати новцем и какви све облици размене постоје у предмодерним друштвима. Малиновски и Мос су истраживали принцип кула размене. Малиновски је сматрао да се драгоцености не могу схватати као новац, јер не представљају универзално средство размене, нити стандардну вредност. Мос је сматрао да је ово мишљење исувише уско, јер Малиновски користи дефиницију новца која се примењује у западним економијама. Другим речима, Мос јесматрао да је овакво схватање новца исувише формалистичко. Мос је тврдио да су драгоцености налик новцу јер садрже моћ да буду размењене. Осим меланезијских шкољки, као предмети који фигурирају слично новцу, полуге соли код Барија на Новој Гвинеји (Со као новац, Морис Годелије), грла стоке у Африци (Еванс Причард, Мери Даглас и Кит Харт), полуге разних метала такође могу да се користе као средство плаћања. За ове врсте плаћања се често говори као о „примитивном новцу“, с намером да се направи разлика у односу на модерни новац, који је повезан са стварањем државе нације у 19. веку и представља један од симбола националног јединства и границе распрострањености нације.
Примитивни новац не може да служи као универзална асптрактна вредност која омогућава размену. Таква врста „новца“ се више схвата као медијатор размене како би се различите класе ствари, које иначе припадају међусобно неразмењивим предметима, могле да се размењују. Различите заједнице класификују ствари и предмете у одвојене сфере унутар које се оне смеју размеђивати. Размена између различитих сфера могућа је посредством предмета око кога постоји сагласност да служи као мера вредности. У случају nарода Тив, то су бакарне полуге, у случају Барија, на Новој Гвинеји то су полуге солi док је у размени Кула реч о наруквицама и огрлицама.
„Прави новац“ који служи као универзално средство размене на одређеној политичкој и друштвеној теритерији, али и шире, кроз систем уговора и правила, међународног економског система, омогућава размену једне валуте у другу. Евро представља одлучујући раскид са прошлошћу и симболизује рођење новог социјалног поретка. Иако новац  има нематеријалну форму, као што је новац на рачуну, али и физичку форму увек постоји идеја о новцу као виртуелном и стварном објекту. Убрзо се јавља и концепт тзв. државног новца који је сагледан кроз једноставан пример кованице. Кованица има две стране, главу која симболизује симбол политичког ауторитета док друга страна, писмо симболизује вредност новца. Ове две стране кованице означава јединство државне и тржишне стране. Новац омогућава индивидуама да остваре свој лични идентитет имајући нешто трајно што обухвата остварење њихових жеља и повезује их са остатком друштва. Новац је, поред језика, најважније средство колективне размене.
Постоји теорија о томе да је новац произшао из трампе, како би се трансакције стабилизовале и учиниле предвидивим. Одређене врсте предмета су постале еквивалент одређених вредности, а бирани су предмети чија је вредност почивала на реткости, привлачности, дељивости, корисности и трајности.  Кит Харт ово мишљење сматра митом и порекло новца везује за рађање модерне државе која утврђује односе између продаваца и купаца и изграђује социјални апарат који подржава чин у коме се једна особа одриче онога што јој припада за новчану надокнаду у корист особе којој преноси права власништва и коришћење за новац.

### Новац као робни фетиш
Након деветнаестовековне поделе друштва на јавну и приватну сферу, тржиште је постао простор на којем се породице повезују са ширим друштвом. Према мишљењу Кита Харта, тамо где људи производе и где се купује и продаје људска креативност, увек су присутни лични и друштвени аспекти економских процеса. У сељачким економијама, новац је био додатак релативно самодовољним производним јединицама породица, ширих фамилија или локалних заједница. Тек са индустријском револуцијом у 19. веку, отвара се пут тржишним односима. Социолог Георг Зимел у свом делу „Филозофија новца“, посматра новац као један од механизама модернистичког уједначавања. Он новац види као симбол узајамности, међузависности људи, сматрајући да је његова вредност у томе што открива поверење на коме се заснива припадност друштву.
Антрополози који проучавају тржиште, разматрали су како врста робе утиче на структуру тржишне размене. Тржиште и његове улоге снабдевања су регенератори културних значења – додељују и потврђују културни капитал трговаца на тржишту који  обликују друштвену неједнакост. Понуда и тражња представља економски модел за формирање цена. Ту се тежи некој врсти економске равнотеже. Цена ће варирати све док се не изједначи потражња од стране купаца са количином која се добије од произвођача..
Антрополози су дуго година анализирали културне ситуације у којима се универзални новац уводи као средство откривања темељне културне претпоставке о новцу које је тржишно друштво интернализовало. Новац сматрамо активним средством за куповину и гомилање робе или ствари. Мајкл Тасинг користи назив „фетишизиран новац“ како би објаснио на који начин друштво даје моћ новцу. Користећи концепт симболичког капитала, Пјер Бурдије објашњава на који начин се друштвени статус као симболички капитал претвара у економски капитал, односно новац. Вредност новчанице зависи искључиво од перцепције јавности да се новац може откупити и та перцепција је у потпуности током историје била заснована на социјалном статусу банке као главног акционара.

## Антропологија корпоративног капитализма

### Симболички и економски капитал
Пјер Бурдије, француски социолог је такође одбацио аргументе нових институционалних економиста. Бурдије је критиковао теорију рационалног избора посредством појма симболичког капитала. Користећи овај појам, Бурдије уводи материјалистичку анализу у област културе, притом не сводећи целу културу само на економију. Симболички капитал је уведен као критика уском марксистичком концепту односа моћи, где се за основу моћи узима економски капитал. Бурдије указује да се моћ и статус заснива и на симболичким вредностима које су у одређеном друштву признатије (нпр. оознавање магијско-религијских знања). Овај концепт симболичког капитала се налази у центру Бурдијеове теорије социјалне репродукције, при чему настоји да покаже како су материјална и симболичка сфера друштвеног живота у интеракцији у процесу репродукције друштва. Симболичка добра и материјална добра имају суштинску улогу у стварању социјалних разлика, неједнакости, доминације и потчињености. Бурдије разликује више облика капитала:
- Економски капитал (финансије)
- Социјални или симболички капитал (разгранатост друштвених мрежа и контаката којима човек располаже)
- Културни или образовни капитал (односи се на знање и вештине који се добијају образовањем)
- Физички капитал (односи се на инвестиције у тело и друштвено преобликовање тела и самим тим је неодвојив од културног капитала).[27]

Бурдије сматра да се ове врсте капитала могу трансформисати један у други. На пример, спортиста са врхунским физичким капиталом може да претвори у економски капитал тако што ће потписати уговор и од тога добити много новца. У традиционалним мексичким селима, богати људи, са високим социјалним статусом организују домаћинске гозбе у црквама у част светаца. На тај начин се економски капитал претвара у симболички капитал јер означава статус у друштвеној хијерархији. Симболички капитал, као што је репутација, поштење, несебичност, социјални статус се може искористити за привлачење клијената на тржиште и самим тим се претворити у економски капитал.

### Етнографије корпорација
Последњих деценија, велике корпорације све више запошљавају антропологе као констултанте ради критичког сагледавања организационих облика постмодерног капитализма. Рад Наоми Клајн, канадске новинарке, је инспирисао генерацију антрополога који су испитивали „зоне слободне трговине“ новог индустријализованог трећег света. У својој књизи Не лого анализира бренд као главни фактор постојања савремених корпорација а рекламу као средство за постизање циљева. Брендови се стварају како би могли да призову осећања, да дају одговарајуће значење и смисао корпорацијама. Стога истраживање води у антрополошко и психолошко испитивање значења које робне марке имају у животима појединаца. Друга генерација антрополога се усредсредила на бивше индустријализоване економије. Даромир Рудњицки је анализирао на који начин су неолиберални економски дискурси коришћени од стране индонезијских муслимана који су управљали челиком, како би створили „духовну економију“ која погодује глобализацији а истовремено појачава исламску религиозног радника. Кетрин Вердери анализира економију бивших социјалистичких земаља и на који начин су ти модели измењени у таласу транзиције као неолибералном капитализму.